# Zange no yaiba
Zange no yaiba (懺悔の刃?) è un film del 1927 diretto da Yasujirō Ozu, oggi perduto.

## Trama
Sakichi è un ladro che va a trovare il fratello Ishimatsu, anch'egli ladro appena uscito di prigione. Ishimatsu confessa a Sakichi che è pentito delle azioni commesse e che vuole cambiare vita, e tenta di convincere anche il fratello a diventare una persona onesta.

## Produzione
- Regia: esordio registico di Yasujiro Ozu, buona parte del film fu in realtà diretta da Torajiro Sato a causa della chiamata di Ozu al servizio militare[1].
- Sceneggiatura: la sceneggiatura del film era originariamente basata su una storia scritta da Ozu (intitolata La montagna dei tempi duri[1]), successivamente modificata da Kōgo Noda per riadattarla alle disposizioni date dalla casa cinematografica[1].

## Distribuzione
Il film è stato distribuito esclusivamente in Giappone il 14 aprile 1927 ed è in seguito andato perduto.